# Gęstość populacji
Gęstość populacji – neutralny termin odnoszący się do liczby osób znajdujących się w danej przestrzeni.
Gęstość zmienia się w zatłoczenie, kiedy zmienia się subiektywna interpretacja sytuacji. Jeżeli obecność innych obniża poczucie kontroli jednostki, to bardzo prawdopodobne, że tłum będzie odbierany jako stresujący. Przeświadczenie o możliwości swobodnego opuszczenia tłumu (poczucie kontroli nad sytuacją) przyczynia się natomiast do obniżenia ryzyka stresu.